# Lactómetro
Un lactómetro es un instrumento que nos permite observar el porcentaje de sólidos no grasos en la leche, mientras que un lactodensímetro  es un instrumento de medida simple que se emplea en la comprobación de la densidad de la leche; su escala se gradúa en cien partes. La densidad de la leche varía considerablemente con el contenido graso y de sólidos presentes en la emulsión y suele oscilar entre un peso específico de 1,028 a 1,034.

## Funcionamiento Lactometro
Se vierte una gota de la leche a analizar sobre el lente, se cierra, se hace la lectura. Los resultados generalmente se expresan en %. 

## Funcionamiento del lactodensímetro
La leche se vierte en el recipiente graduado de su interior y se deja reposar hasta que la nata se va depositando, la profundidad del depósito determina el grado de riqueza y de calidad de la leche. Otro instrumento, inventado por Doeffel, es de 50 mm de largo y está dividido en una escala de 40 partes, el punto inicial de la escala se hunde en agua pura; mientras que la leche inalterada muestra una graduación de 14°.